# 米家山
米家山（1947年5月—），男，中国导演，凭借电影《顽主》获第9届中国电影金鸡奖最佳导演奖提名。

## 生平
1976年毕业于山西大学艺术系美术专业。

## 家庭
父亲米建书曾任成都市市长、市委书记。前妻潘虹为演员。